# William F. Aldrich

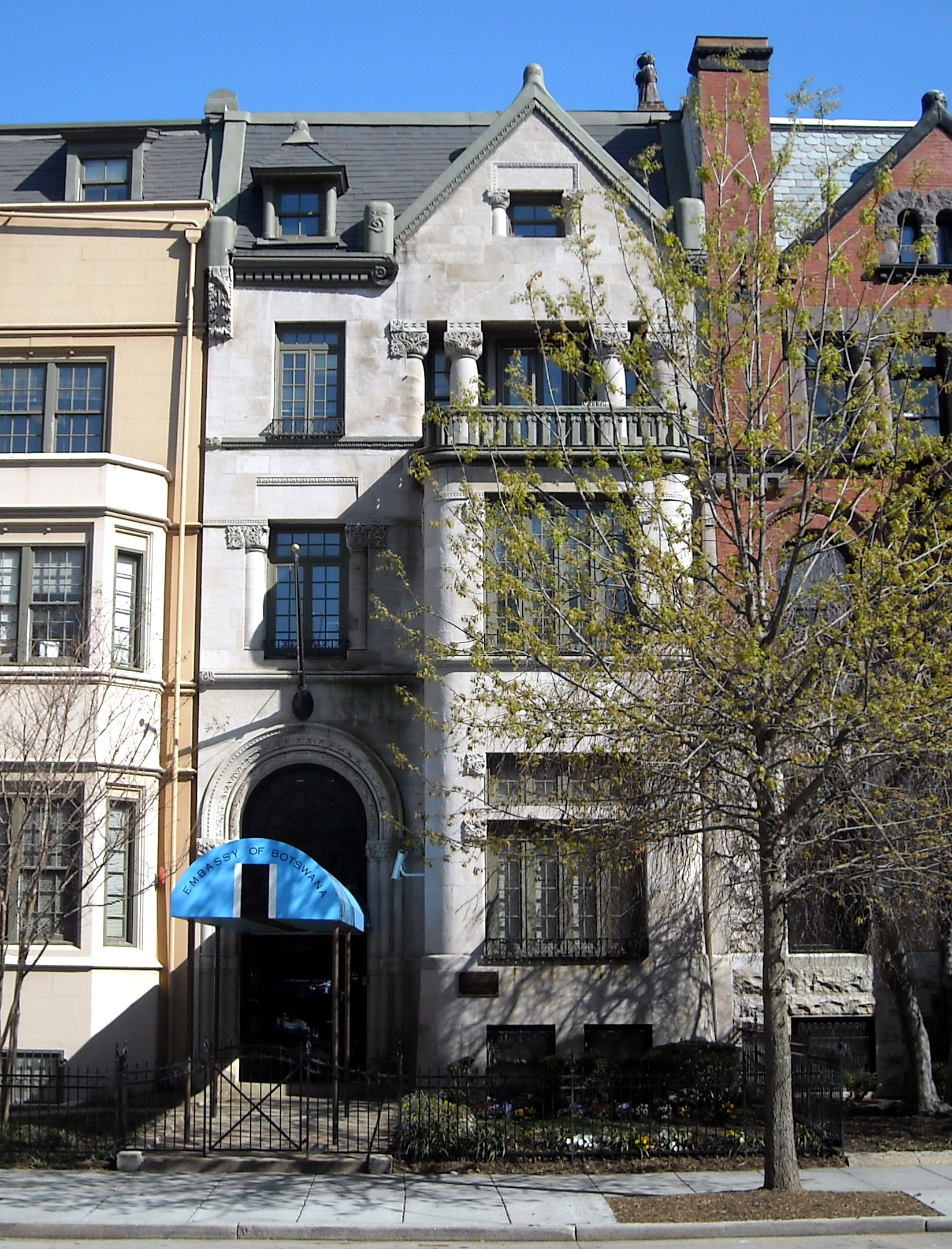
Früherer Wohnsitz von William F. Aldrich in Washington, D.C.

William Farrington Aldrich (* 11. März 1853 in Palmyra, Wayne County, New York; † 30. Oktober 1925 in Birmingham, Jefferson County, Alabama) war ein US-amerikanischer Politiker (Republikanische Partei). Er war der Bruder von Truman H. Aldrich und Ururgroßvater von William J. Edwards, ebenfalls Kongressabgeordneter für Alabama.

## Werdegang
William Farrington Aldrich besuchte die öffentliche Schule in seiner Heimatstadt. Dann zog er 1865 mit seinem Vater nach New York City, wo er mehrere Schulen besuchte und schließlich 1873 an Warrens Military Academy in Poughkeepsie (New York) graduierte. Im nachfolgenden Jahr zog er nach Alabama, wo er Bergbau- und Fabrikgeschäften nachging. Ferner erbaute er die Stadt Aldrich, die seinen Namen trägt.
Aldrich verfolgte ebenfalls eine politische Laufbahn. Er hat zweimal die Wiederwahl von Gaston A. Robbins (54. und 56. US-Kongress) und einmal die Wahl von Thomas S. Plowman (55. US-Kongress) erfolgreich in den US-Kongress angefochten. Aldrich diente im US-Repräsentantenhaus vom 13. März 1896 bis zum 3. März 1897, dann vom 9. Februar 1898 bis zum 3. März 1899 und schließlich vom 8. März 1900 bis zum 3. März 1901. Er lehnte 1900 eine erneute Kandidatur für den US-Kongress ab.
Danach war er als Redakteur, Eigentümer und Verleger der Birmingham Times tätig. Er nahm 1904 an der Republican National Convention in Chicago teil. Ferner beschäftigte er sich bis zu seinem Tod 1925 mit der Erschließung der Rohstoffvorkommen. Sein Leichnam wurde eingeäschert und in der Familiengruft auf dem Rock Creek Cemetery in Washington, D.C. beigesetzt.